# Lac de l'Orignal
Le Lac de l'Orignal est un lac situé sur le territoire du village de Nantes, près de Lac-Mégantic en Estrie. Le lac est traversé par la Rivière Glen qui rejoint la Rivière Chaudière et est un sous-affluent du Fleuve Saint-Laurent. 

## Géographie

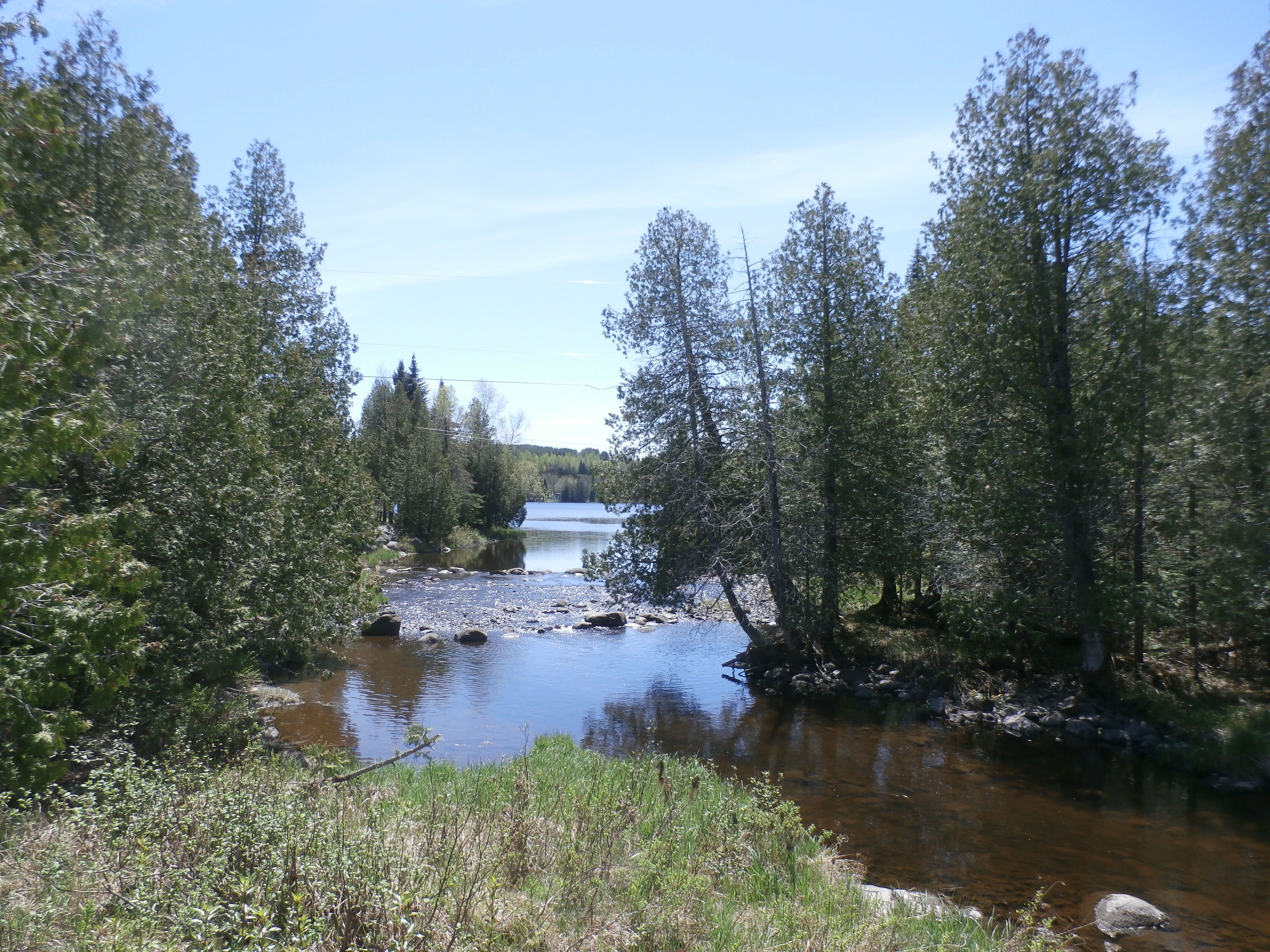
Le Lac de l'Orignal et sa décharge, la rivière Glen.

Sa profondeur approximative maximum est de 5,5 mètres, sa largeur est de 300 mètres et sa longueur est de 650 mètres. Sa superficie est de 45 acres. Le Lac est accessible par le rang 10 qui rejoint le Chemin du Lac de L'Orignal et longe une partie du lac. La plupart des terrains sont privés et habités. Le lac est adjacent à un marais à l'ouest, qui est traversé par la rivière Glen.